# Región Val-de-Travers
La región Val-de-Travers (en francés Région Val-de-Travers) es una de las cuatro regiones del cantón de Neuchâtel, Suiza. Está conformada por 3 comunas. Corresponde al antiguo distrito de Val-de-Travers.
La región está compuesta por el val de Travers y las montañas circundantes pertenecientes al Jura. 

## Geografía
La región Val-de-Travers limita al norte con la región Montañas, al este con la región Litoral, al sur con el distrito de Jura-Nord vaudois (VD), y al oeste con el departamento de Doubs (FRA-I).

## Historia
Como parte de la reforma de las instituciones cantonales adoptada por referéndum el 24 de septiembre de 2017, se abolieron los antiguos distritos y se creó un distrito electoral único que abarca todo el cantón. La región fue creada el 1 de enero de 2018 con fines puramente estadísticos, pues esta no tiene ninguna función administrativa como los antiguos distritos.

## Comunas
| Región Val-de-Travers | Región Val-de-Travers  | Región Val-de-Travers | Región Val-de-Travers |
| Comunas               | Población (31.12.2016) | Superficie km²        | Densidad h/km²        |
| --------------------- | ---------------------- | --------------------- | --------------------- |
| La Côte-aux-Fées      | 454                    | 12,83                 | 35                    |
| Les Verrières         | 706                    | 28,87                 | 24                    |
| Val-de-Travers        | 10950                  | 124,74                | 88                    |
| Total (3)             | 12 110                 | 166,44                | 73                    |